# Église Sainte-Marie-Immaculée-et-Saint-Jean-Berchmans de Rome
L'église Sainte-Marie-Immaculée-et-Saint-Jean-Berchmans (en italien : église Santa Maria Immacolata e San Giovanni Berchmans) est une église paroissiale de Rome située dans le quartier Tiburtino. Construite de 1906 à 1909 et dédiée à Marie et au saint jésuite belge Jean Berchmans, elle est confiée aux pères joséphites.

## Historique
L'église est construite sous le pontificat de Pie X par l'architecte Costantino Schneider et consacrée par le cardinal belge Désiré-Joseph Mercier le 19 mars 1909. Elle est dédiée au jésuite belge Jean Berchmans en raison de l'aide économique apportée par les Belges pour son édification. Le campanile est érigé en 1929 ; il est fortement inspiré de celui de la basilique Saint-Marc de Venise. Les décorations intérieures ne sont achevées qu'après guerre, entre 1946 et 1954 par Mario Prayer (en).
Depuis 1969, elle accueille le titre cardinalice Immacolata al Tiburtino institué par Paul VI. La liturgie et les services pastoraux sont assurés par des prêtres de la congrégation de Saint-Joseph (CSI).

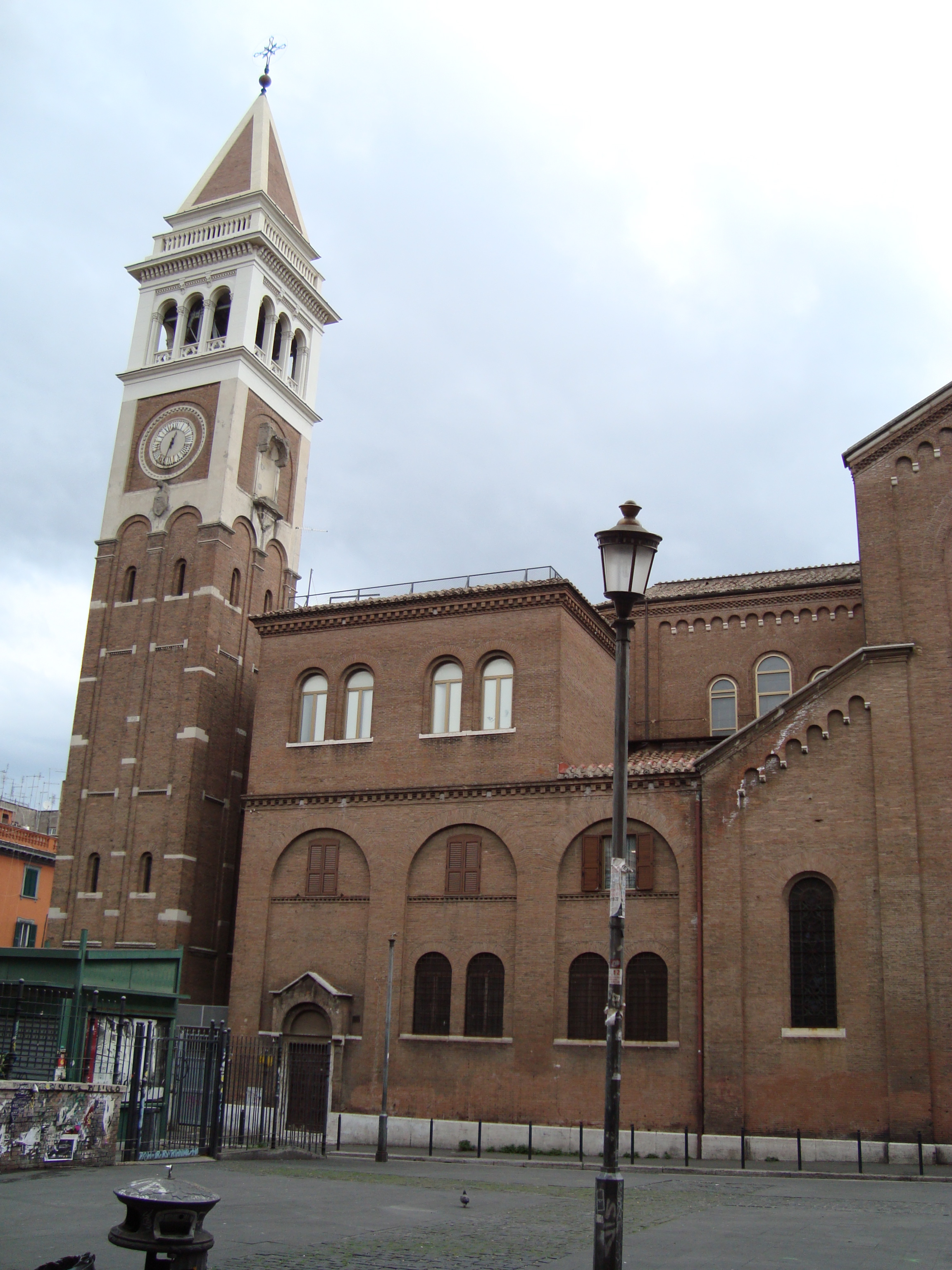
Le campanile de 1929
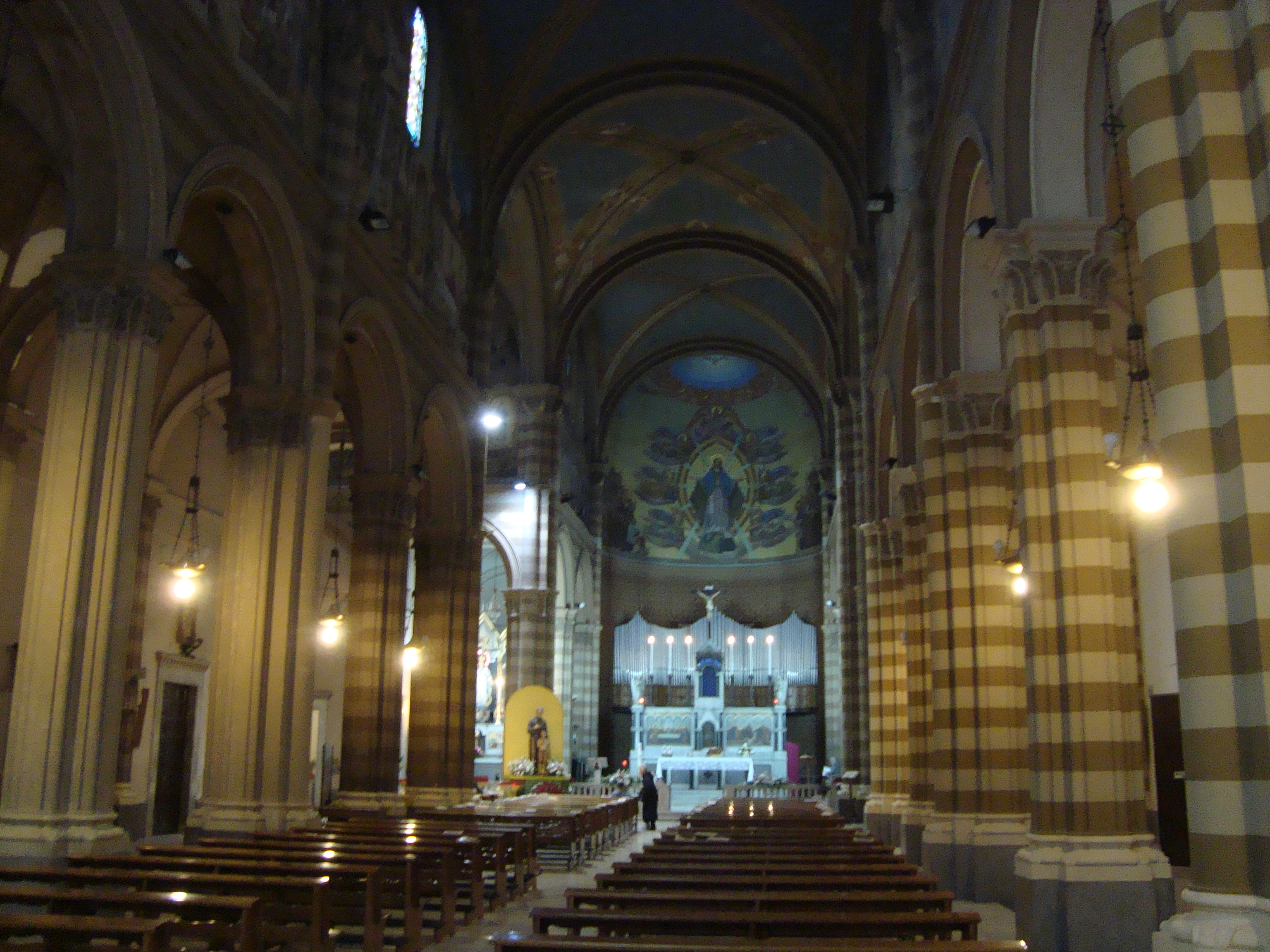
Intérieur de l'église